# Яланець (селище)
Яланець — селище в Україні,  у Бершадській міській громаді Гайсинського району Вінницької області.
Станційне селище, що виникло навколо станції Яланець 2.

## Історія
7 (20) листопада 1917 року, відповідно до Третього Універсалу Української Центральної Ради, увійшло до складу Української Народної Республіки.
12 червня 2020 року, відповідно розпорядження Кабінету Міністрів України № 707-р «Про визначення адміністративних центрів та затвердження територій територіальних громад Вінницької області», село увійшло до складу Бершадської міської громади.
19 липня 2020 року, в результаті адміністративно-територіальної реформи та ліквідації Бершадського району, селище увійшло до складу Гайсинського району.